# Pituka de Foronda
Mercedes de Foronda Pinto (Santa Cruz de Tenerife, Islas Canarias, 16 de julio de 1918-Ciudad de México, 12 de noviembre de 1999), conocida como Pituka de Foronda, fue una actriz española.
Sus padres fueron la escritora Mercedes Pinto y Juan Francisco de Foronda y Cubillas, quien era capitán de la Marina Mercante de España y profesor de la Escuela de Náutica de Canarias.

## Biografía y carrera
Pituka fue hermana de Juan Francisco, Ana María y de los dos actores Rubén Rojo y Gustavo Rojo .También fue tía de la actriz Ana Patricia Rojo. La tranquilidad de la familia Foronda fue profundamente afectada por la enfermedad mental del padre, quien fue ingresado en un hospital psiquiátrico. La enfermedad de Juan Francisco Foronda acabó determinando el divorcio de los padres de Pituka. Poco después falleció Juan Francisco de Foronda.
Después de algún tiempo, su madre contrajo matrimonio de nuevo con el abogado Rubén Rojo Martín de Nicolás, con quien tuvo dos hijos: Gustavo Rojo y Rubén Rojo. En 1924, la familia  permaneció una temporada en Lisboa, donde murió Juan Francisco, hermano de Pituka, con quince años de edad. Desde allí la familia se trasladó a Río de Janeiro, que era entonces capital de Brasil. Durante el viaje, su hermano Gustavo nació en el Océano Atlántico, a bordo del buque alemán Cretel.
Fue en la ciudad de Montevideo, en el Uruguay, donde se estableció la familia, y allí recibió Pituka gran parte de su formación en la interpretación, especialmente el teatro, pero fue en Paraguay donde su madre, Mercedes Pinto, fundó la Compañía de Teatro de Arte Moderno, dirigida por ella misma, en la que Pituka de Foronda inició su carrera como actriz en la obra El sueño de Kiki.
Como consecuencia de la guerra entre Paraguay y Bolivia que se conoció como la Guerra del Chaco, en 1933, se trasladó a Chile, donde ganó su primer premio de cine por hacer un poema escenificado. Cuando tenía diez años que vivían en América del Sur, Pituka y su familia pasaron a Cuba con la intención de volver a España, pero la inminente guerra civil española impidió su regreso. Es, sin duda, en Cuba, donde Pituka comienza su verdadera carrera artística.
En 1936, se unió a la "Sociedad Pro Arte Musical" con la que se estrenó en la obra de teatro cubana "Asia pasa vida feliz" en la que trabajaban también sus dos hermanos Rubén y Gustavo. En 1937, fue invitada a interpretar un papel en la primera película sonora cubana La serpiente roja, dando vida al personaje de Lucy al lado del actor cubano Aníbal de Mar en el papel estelar de Chan Li Po. Ese mismo año el trabajo estaba en marcha con la ayuda de la estación de radio cubana. En 1940, viajó a Hollywood para presentarse a una prueba para la película Por quién doblan las campanas, pero el personaje fue para la actriz sueca Ingrid Bergman.
Al año siguiente, en 1941, fue invitada por Emilio Fernández para trabajar en la película La isla de la pasión, que iba a ser la primera película de este director. Pituka fue a vivir en México. En 1943, Pituka se reunió con su madre y sus hermanos. Su hermana Ana María decidió regresar a España. Su padrastro, el marido de su madre, falleció en Cuba. Pituka de Foronda se casó con Herbert Wallace, hombre dedicado al negocio de whisky escocés. Tuvieron cuatro hijos: Herbert, Edgar, Elizabeth y Robert. La actriz Ana Patricia Rojo es sobrina de Pituka, hija de su hermano Gustavo.
Pituka también actuó en el teatro y la televisión para la que participó en doce telenovelas. Su primer trabajo en televisión fue en 1963 en la telenovela La desconocida. Ella también actuó en las telenovelas Marimar, en el año 1994 como Tía Esperanza, y en María la del barrio, en 1996, como la Sra. Caro, compartiendo créditos con la actriz y cantante Thalía, Ricardo Blume, Irán Eory y Meche Barba.
Su madre murió en 1976 y su hermano, el actor Rubén Rojo, falleció el 30 de marzo de 1993.

### Muerte
El 12 de noviembre de 1999, Foronda falleció en Ciudad de México a los 81 años de edad, a causa de una hemorragia cerebral masiva del hemisferio derecho. Su cuerpo fue enterrado en el Panteón Americano, ubicado en la misma ciudad.

## Filmografía

### Cine
- La serpiente roja (1937) como miss Lucy
- Ahora seremos felices (1938)
- Mi tía de América (1939)
- La isla de la pasión (1941) como María
- Regalo de reyes (1942)
- Marvels of the Bull Ring (1943)
- Maravilla del toreo (1942) como Fernanda
- La abuelita (1942)
- Los tres mosqueteros (1942)
- Tormenta en la cumbre (1943)
- Como todas las madres (1943)
- El museo del crimen (1943) como Margarita Palacios
- Sinfonía de una vida (1945)
- Asesinato en los estudios (1946)
- Los que no deben nacer (1953)

### Televisión
- La desconocida (1963) como Rosie
- La culpa de los padres (1963)
- El dolor de vivir (1964) como Úrsula
- La sombra del pecado (1966)
- El cuarto mandamiento (1967)
- Aurelia (1968)
- La recogida (1971)
- Humillados y ofendidos (1977-1978)
- No todo lo que brilla es oro (1978-1979) como mamá de Rosendo
- Soledad (1980-1981) como Martha
- Bianca Vidal (1982-1983) como Eloísa
- Carrusel (1989-1990) como abuela de David
- Los parientes pobres (1993) como mamá de Jean Paul
- Marimar (1994) como tía Esperanza
- María la del barrio (1995-1996) como Carolina Monroy «Seño Caro»
- Para toda la vida (1996) como Marquesa